# هيلين بينيت (ممثلة)
هيلين بينيت (بالإنجليزية: Helen Bennett)‏ هي ممثلة أمريكية، ولدت في 1911 في سبرينغفيلد في الولايات المتحدة، وتوفيت في 25 فبراير 2001 في سانتا مونيكا في الولايات المتحدة.

## وصلات خارجية
- هيلين بينيت (ممثلة) على موقع IMDb (الإنجليزية)
- هيلين بينيت (ممثلة) على موقع قاعدة بيانات برودواي على الإنترنت (الإنجليزية)
- هيلين بينيت (ممثلة) على موقع قاعدة بيانات الفيلم (الإنجليزية)